# Rottendorf
Rottendorf è un comune tedesco di 5 757 abitanti, situato nel land della Baviera. Esiste una sola frazione: Rothof.